# Rudolf Juřícký
Rudolf Juřícký (* 24. Oktober 1971 in Prag) ist ein ehemaliger tschechischer Radrennfahrer.

## Sportliche Laufbahn
Juřícký war Bahnradsportler. Er war Teilnehmer der Olympischen Sommerspiele 1992 in Barcelona. In der Mannschaftsverfolgung kamen Svatopluk Buchta, Rudolf Juřícký, Jan Panáček und Pavel Tesař auf den 8. Rang.
Als Junior bestritt er Querfeldeinrennen und nahm an der UCI-Cyclocross-Weltmeisterschaften der Junioren teil (11. Platz 1989). 1991 siegte er im Rennen 500+1 Kolo, einem international stark besetztem Punktefahren auf der Radrennbahn von Brno.
Bei den nationalen Meisterschaften im Bahnradsport belegte er 1991 im Mannschaftszeitfahren den 3. Platz, 1992 den 2. Platz. Er startete für den Verein ASC Dukla Prag.